# Tiránský průliv

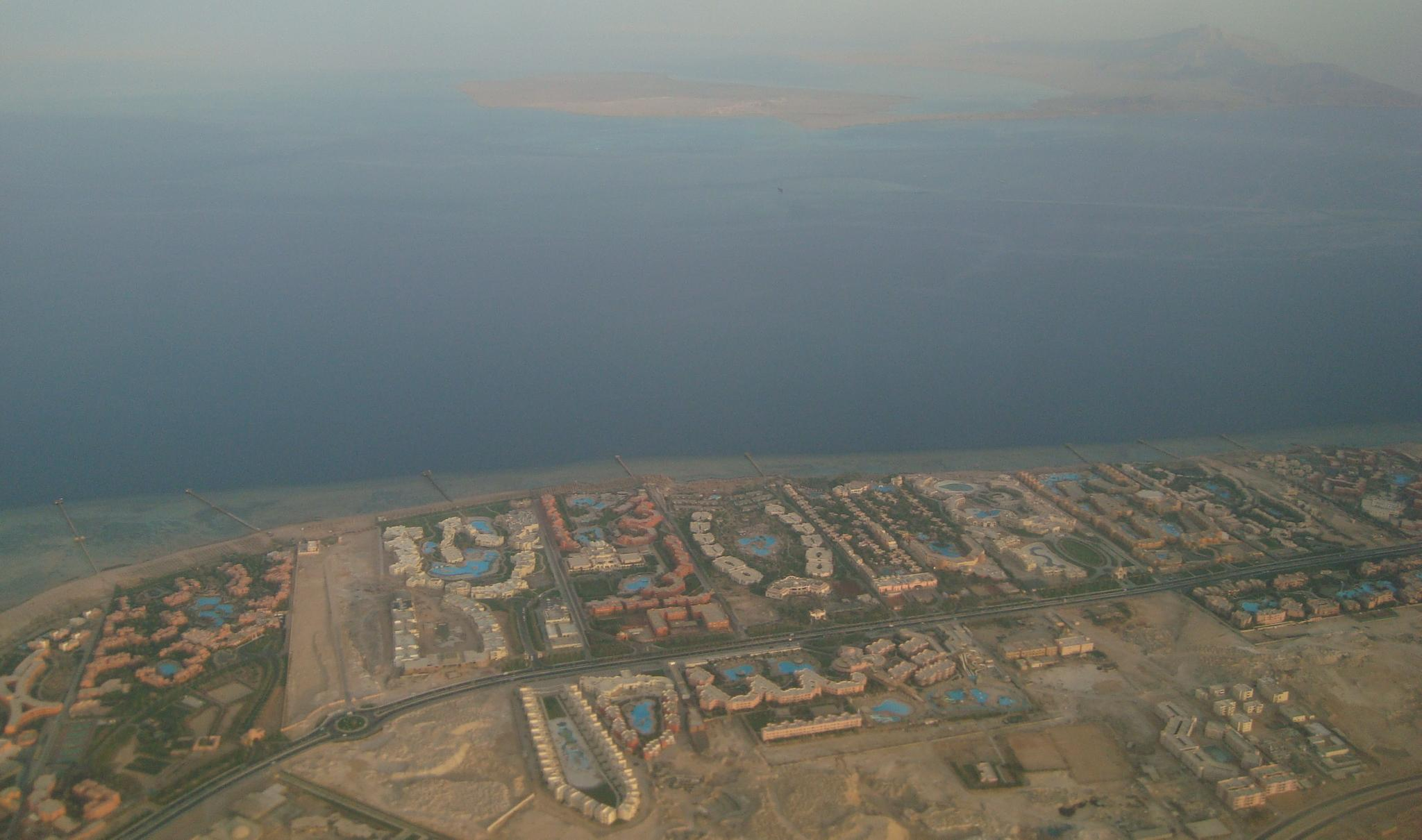
Tiránský průliv (úžina) v pohledu od Z; v popředí mys Rás Nasrání (severní část letoviska Šarm aš-Šajch), v pozadí ostrov Tirán

Tiránský průliv (arabsky مضيق تيران‎, Madīq Tīrān) nebo též Tiránská úžina je úzký, 13 km (7 NM) široký průliv mezi jižním okrajem Sinaje, jenž patří Egyptu, a severozápadním rohem Arabského poloostrova, jenž patří Saúdské Arábii. Tento průliv je jedinou cestou spojující Rudé moře a Akabský záliv, kterou mohou proplouvat větší lodě. U jižního vstupu do průlivu se nacházejí dva neobydlené ostrovy, Tirán a Sanáfír (od let 2016/17 pod svrchovaností S. Arábie), které spolu s rozsáhlými korálovými útesy dále zužují koridor pro velkou lodní dopravu na cca 5 km (~3 NM) – to je vlastní Tiránský průliv či úžina, zhruba 73–290 m hluboký. Menší lodě ještě mohou proplout koridorem mezi severními břehy obou ostrovů a Arabským poloostrovem, kde je plavební kanál o největší hloubce kolem 16 m.
Strategická hodnota průlivu je dána tím, že představuje jediné spojení Izraele s Indickým oceánem a pro Jordánsko dokonce jediný průnik k oceánům vůbec. Pro Egypt je průliv cenný zejména z přírodovědného a tudíž i turistického hlediska: místní korálové útesy – zvané „Jackson“, „Woodhouse“, „Thomas“ a „Gordon“ – jsou díky silným mořským proudům, přinášejícím živiny, a příznivé teplotě mořské vody (v průběhu roku 18–30 °C) bohaté na život a velmi malebné; přitahují tak masy turistů, hlavně potápěčů, z celého světa. To umožnilo i založení a rozmach turistického letoviska Šarm aš-Šajch, které se rozrůstá podél sinajských břehů průlivu.
Už od roku 1988 je mezi vládami Egypta a Saúdské Arábie zvažována možnost překlenutí průlivu silničním mostem (s lomeným průběhem, vedoucím přes severní výběžek ostrova Tirán); plány nabraly na intenzitě po roce 2016, kdy se saúdská strana nabídla, že stavbu zaplatí. Případná výstavba však hrozí velmi negativními důsledky na korálový ekosystém i na něj navázanou faunu a obyvatelé Sinaje se též obávají dopadů masivní dopravy a „alkoholové turistiky“ saúdských občanů.

## Spor s Izraelem
Od vzniku Izraele a jeho průniku k Akabskému zálivu v březnu 1949 byla tato úžina po několik desetiletí ohniskem sporu mezi ním na straně jedné a Egyptem a Saúdskou Arábií na straně druhé, neboť tyto arabské státy se jednak obávaly další izraelské expanze podél zálivu a jednak neuznávaly izraelskou státnost. Egypt, jenž v té době začal plně ovládat průliv, nechtěl žádným lodím povolit proplutí skrze své vody s nákladem do/z Izraele, čímž blokoval jediný izraelský rudomořský přístav Ejlat (Umm Rašraš).
Spojenou izraelsko-britsko-francouzskou invazí do Egypta na podzim 1956 (Suezská krize) byl mj. uvolněn i Tiránský průliv, protože Izrael souhlasil se stažením svých jednotek z dobytého Sinaje až v březnu následujícího roku, pod silným tlakem supervelmocí a až za záruku volné plavby ze strany Egypta, na což měly dohlížet nově rozmístěné Pohotovostní jednotky OSN (UNEF). Roku 1958 bylo navíc do mezinárodního práva přidáno i právo pokojného průjezdu pobřežními vodami a Egypt, ačkoliv se nikdy nestal signatářem Úmluvy, byl pod silným tlakem západních států, aby toto právo dodržel i v izraelském případě.
Nestabilní status quo byl opět narušen o deset let později. Na počátku května 1967 Izrael veřejnou deklarací předanou všem námořním mocnostem zopakoval své dřívější stanovisko, že případné uzavření úžiny bude považovat za casus belli a dle toho se zachová. Egyptský prezident Násir i přesto nařídil ve dnech 22.–23. května t. r. egyptským vojskům obsadit demilitarizované pásmo na Sinaji – odkud se museli stáhnout vojáci UNEF – a opět zablokovat egyptským loďstvem úžinu, aby žádné lodě (tehdy zejména íránské ropné tankery) nemohly plout do Izraele. To vyprovokovalo Izrael 5. června k zahájení Šestidenní války. Vítězný Izrael pak průliv i s jeho dvěma ostrovy (a celým Sinajem) okupoval až do roku 1982, kdy jej dle ustanovení egyptsko-izraelské mírové smlouvy (1979) předal zpět Egyptu – ovšem Tiránské úžině jakož i celému Akabskému zálivu byl za to přiznán status mezinárodních vod a na ostrově Tirán je od té doby umístěna pozorovací mise Mnohonárodnostních sil a pozorovatelů (MFO).

## Předání úžinových ostrovů Saúdské Arábii
Po šesti letech a 11 kolech mezistátního vyjednávání 8. dubna 2016 Egypt při státní návštěvě saúdského krále Salmána oznámil, že se nad ostrovy Tirán a Sanáfír vzdává suverenity ve prospěch Saúdské Arábie, v rámci uzavření širší dohody o delimitaci vzájemných námořních hranic. 21. června téhož roku egyptský soud toto rozhodnutí prezidenta Sísího o navrácení ostrovů zrušil, označil ho za „neústavní”. I přes hněvivé protesty egyptské veřejnosti, politiků a části penzionovaných důstojníků však egyptská vláda na svém kroku trvala, ve snaze získat od bohatého souseda další investice a půjčky. Spolu s parlamentem ignorovala několik soudních zamítnutí; po vleklých sporech a debatách bylo definitivní předání obou ostrovů rozhodnuto i odhlasováno 14. června 2017. O deset dní později dokument ratifikoval prezident Sísí.
Ježto dle ustanovení egyptsko-izraelské mírové smlouvy má Izrael právo dohlížet nad demilitarizací Sinaje a situací v Tiránském průlivu, musel Egyptu nejprve poskytnout ke změně státní svrchovanosti nad ostrovy souhlas, což také učinil, v součinnosti se Spojenými státy. Saúdská Arábie, ačkoliv Izrael neuznává, se vyjádřila, že bude respektovat závazky vyplývající z mezinárodní smlouvy – stala se tak de facto jejím nepřímým účastníkem.